# Brachyllus siniaevi
Brachyllus siniaevi är en skalbaggsart som beskrevs av Keith 1999. Brachyllus siniaevi ingår i släktet Brachyllus och familjen Melolonthidae. Inga underarter finns listade.